# Przemysław Wolak
Przemysław Karol Wolak – polski chirurg, doktor habilitowany nauk medycznych i nauk o zdrowiu.

## Życiorys
W 1995 r. ukończył studia lekarskie w Śląskiej Akademii Medycznej, w 2004 r. obronił pracę doktorską pt. Analiza sposobów leczenia urazów śledziony u dzieci hospitalizowanych na oddziale chirurgii dziecięcej w Kielcach w latach 1992-2002, której promotorem był prof. Czesław Stoba, w 2024 r. habilitował się. 
Został pracownikiem naukowym na Uniwersytecie Jana Kochanowskiego w Kielcach.